# Friederike Riedesel zu Eisenbach

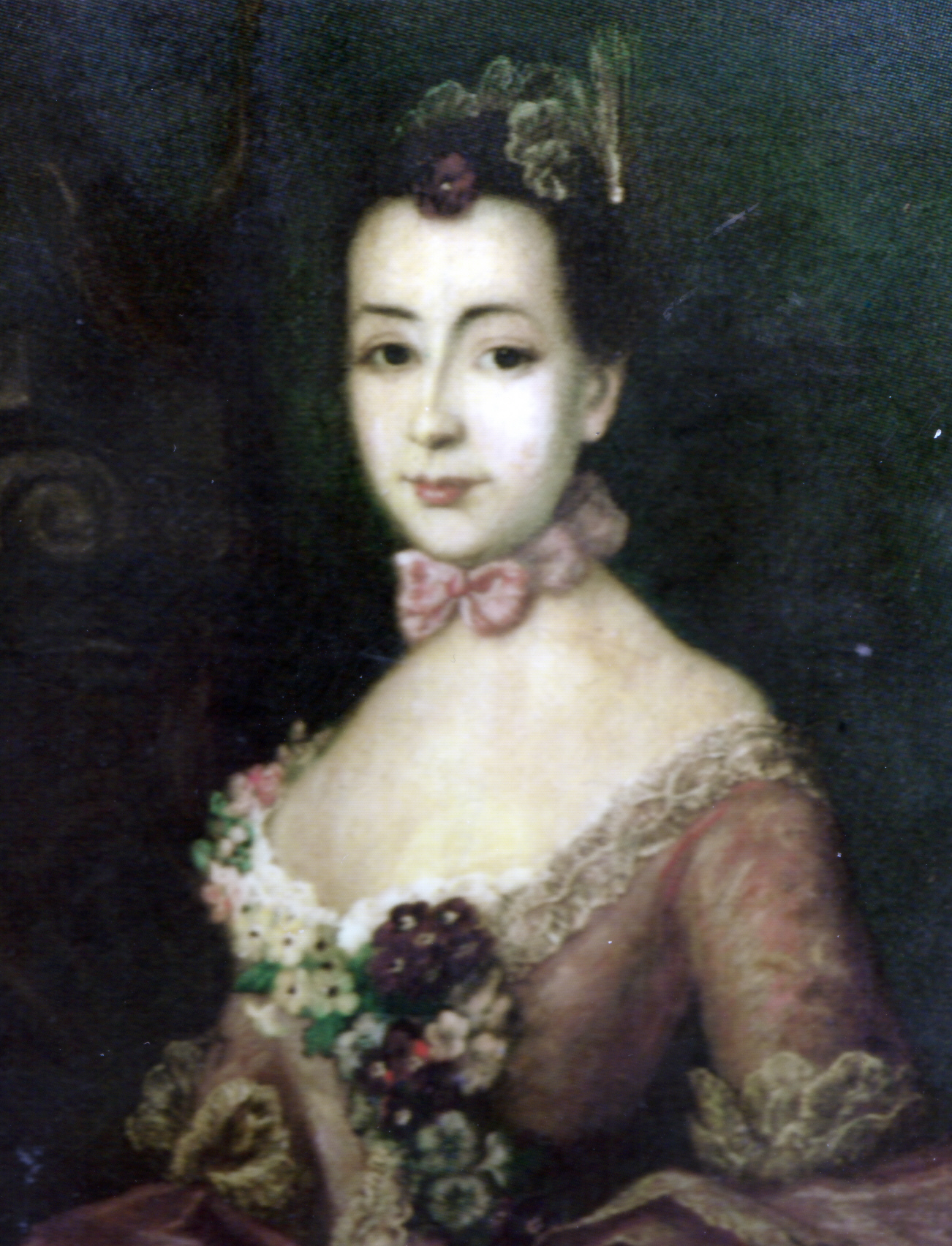
Friederike Riedesel zu Eisenbach

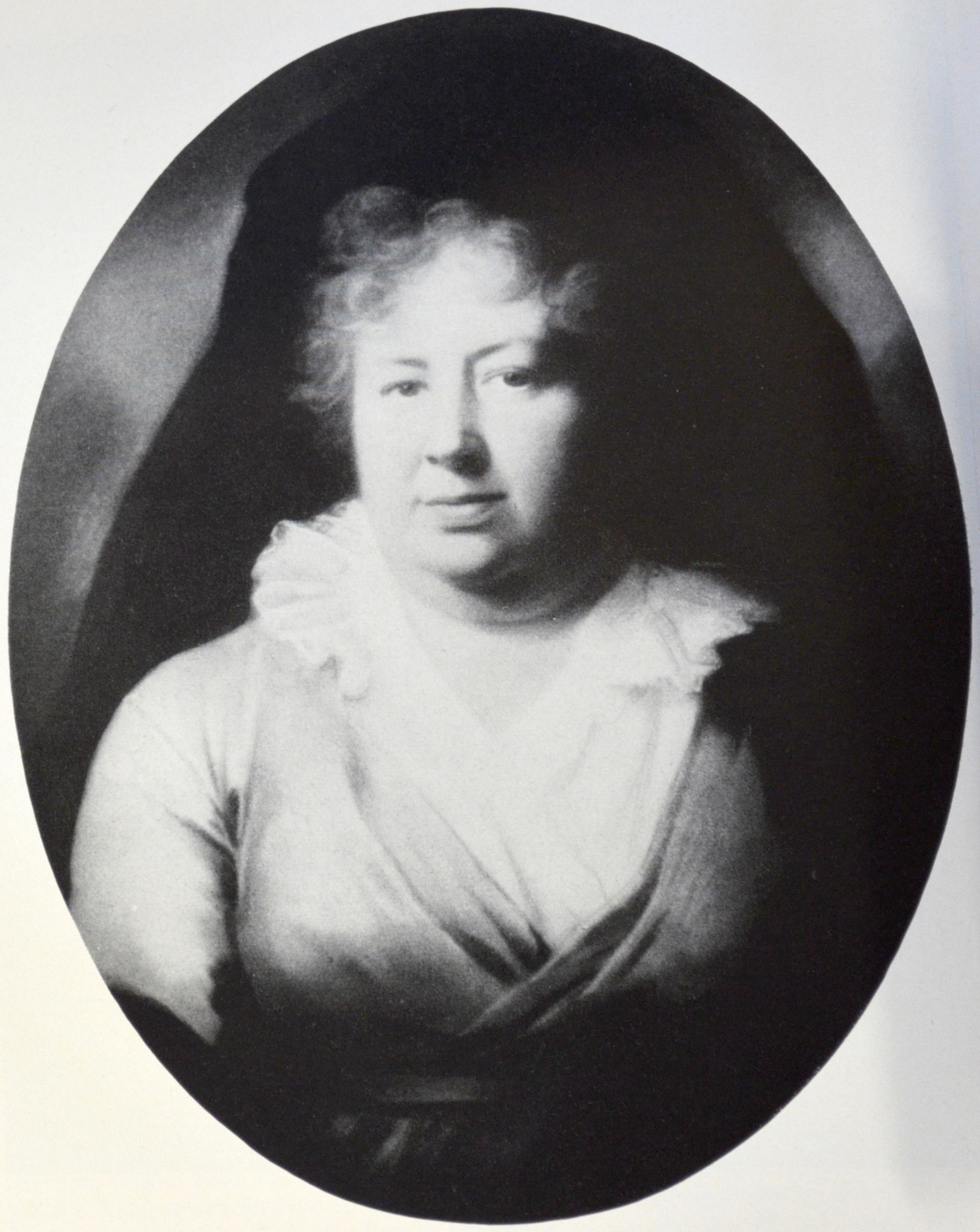
Louise Charlotte von Massow

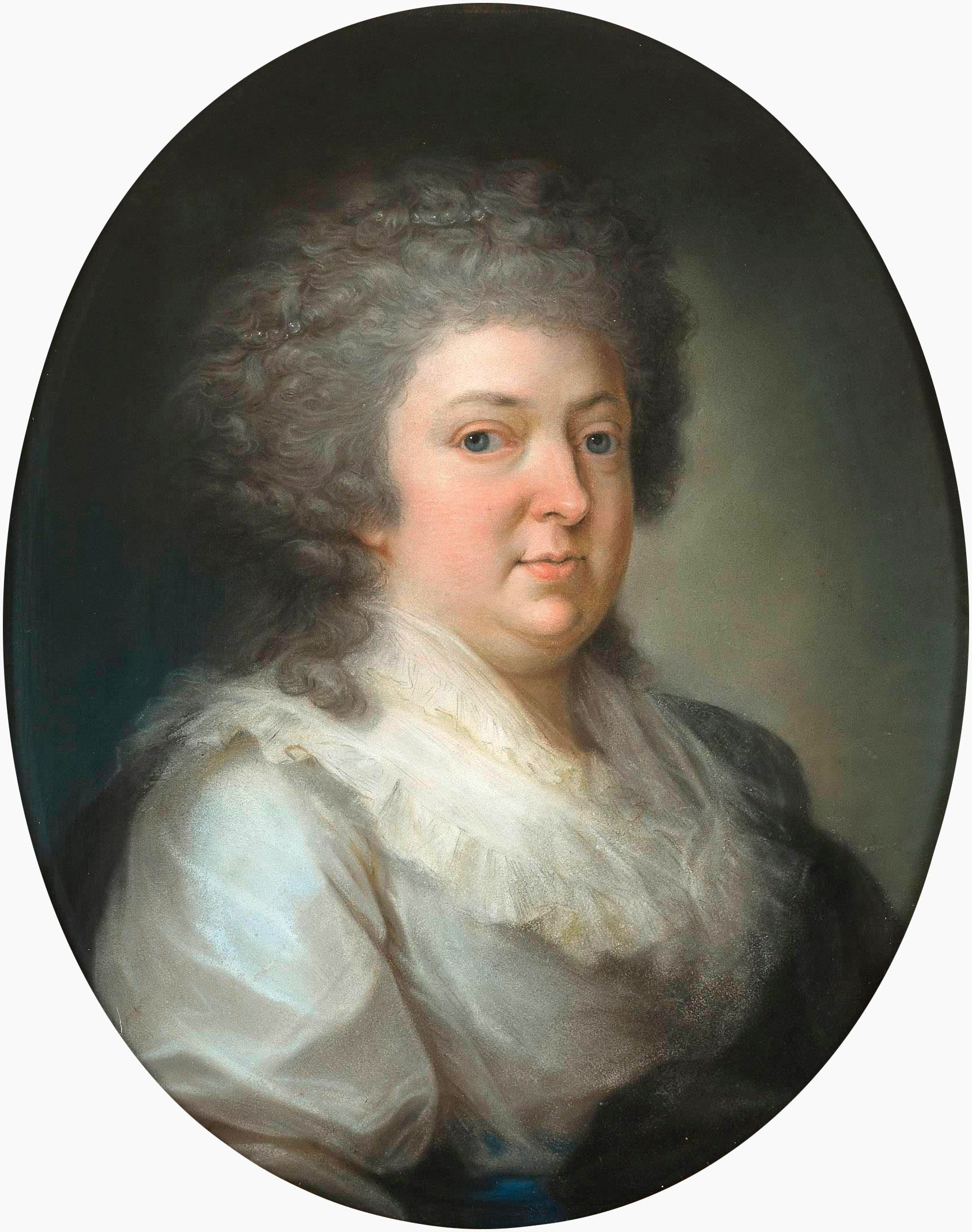
Friederike Riedesel zu Eisenbach, 1795

Friederike Charlotte Louise Riedesel zu Eisenbach (* 11. Juli 1746 in Brandenburg; † 29. März 1808 in Berlin), geb. von Massow, war die Ehefrau des braunschweig-wolfenbüttelschen Generals Friedrich Adolf Riedesel.
Ihre Eltern waren der preußische Minister Valentin von Massow (1712–1775) und dessen zweite Ehefrau Freiin Johanna Friederika von Krause (1726–1813).

## Leben
Erst 16-jährig, heiratete sie 1762 während des Feldzuges in Paderborn den Offizier in braunschweig-wolfenbüttelschen Diensten Friedrich Adolf Riedesel zu Eisenbach und lebte mit ihm die nächsten dreizehn Jahre in Wolfenbüttel.

### In Nordamerika
Als ihr Mann als General der braunschweig-wolfenbüttelschen Subsidientruppen 1776 auf Seiten der Briten am Amerikanischen Unabhängigkeitskrieg teilnahm, reiste sie ihm 1777 mit ihren Kindern nach. Sie erlebte den Feldzug bis zur Kapitulation der deutsch-englischen Truppenverbände 1777 bei Saratoga mit, kümmerte sich um Verwundete und pflegte Kranke. Nach der Auslösung aus der Gefangenschaft ging das Ehepaar mit den Kindern nach Kanada, wo der General weiterhin die aus Braunschweig stammenden Truppen bis zum Kriegsende 1783 befehligte, ehe die Familie dann nach Deutschland zurückkehrte.
Eine kanadische Quelle ist der Ansicht, dass Riedesel die erste gewesen ist, die in Nordamerika nach deutscher Sitte einen Weihnachtsbaum am Heiligabend aufgestellt und mit Kerzen geschmückt hat, und zwar 1781 in Sorel.

## Werk
1799 veröffentlichte Heinrich XLIV. Graf Reuß, ihr Schwiegersohn, als Privatdruck Auszüge aus den Briefen und Papieren des Generals Freyherr von Riedesel und Seiner Gemahlinn, geb. v. Massow. Ein Jahr später, General Riedesel war bereits verstorben, veröffentlichte der Berliner Verlag Haude und Spener die Tagebuchaufzeichnungen aus der Zeit in Kanada und den damaligen britischen Kolonien in Nordamerika unter dem Titel Die Berufs-Reise nach America. Briefe der Generalin Riedesel auf dieser Reise und während ihres siebenjährigen Aufenthaltes in America zur Zeit des dortigen Krieges in den Jahren 1777 bis 1783 nach Deutschland geschrieben. Das Buch wurde schon bald nach seinem Erscheinen in mehrere Sprachen übersetzt und gilt heute als wichtige Quelle für die frühe Geschichte Kanadas sowie der in der Entstehung begriffenen Vereinigten Staaten von Amerika.
Nachdem ihr Mann verstorben war, zog Friederike Charlotte Louise Riedesel 1801 nach Berlin, wo sie auch starb. Sie wurde in der Gruft der Familie ihres Mannes in Lauterbach beigesetzt.

## Bemerkungen
1. ↑  Karl Siegmar von Galéra: Die Riedesel zu Eisenbach: Vom Reich zum Rheinbund 1713 - 1806, 1961 verwendet diesen Rufnamen
2. ↑   In der englischen Literatur z. B. Dictionary of Canadian Biography. Auf biographi.ca wird der Generalleutnant Hans Jürgen Detloff von Massow angegeben.
3. ↑  Friederike Riedesel zu Eisenbach. In: The Canadian Encyclopedia. (englisch, französisch).

| Personendaten    | Personendaten                                                                                        |
| ---------------- | --- |
| NAME             | Riedesel zu Eisenbach, Friederike                                                                    |
| ALTERNATIVNAMEN  | Massow, Friederike Charlotte Louise von; Riedesel Freifrau zu Eisenbach, Friederike Charlotte Louise |
| KURZBESCHREIBUNG | Ehefrau des Generals Friedrich Adolf Riedesel                                                        |
| GEBURTSDATUM     | 11. Juli 1746                                                                                        |
| GEBURTSORT       | Brandenburg                                                                                          |
| STERBEDATUM      | 29. März 1808                                                                                        |
| STERBEORT        | Berlin                                                                                               |